# Monochamus pseudotuberosus
Monochamus pseudotuberosus är en skalbaggsart som beskrevs av Stefan von Breuning 1936. Monochamus pseudotuberosus ingår i släktet Monochamus och familjen långhorningar.
Artens utbredningsområde är Kenya. Inga underarter finns listade i Catalogue of Life.